# Tashi Chhozom
Tashi Chhozom (bhutanisch བཀྲིས་ཆོས་འཛོམས་) ist eine bhutanische Anwältin und Juristin. Sie war 2012 die erste Frau, welche in das Oberste Gericht (དངོན་མཐོ་ཁྲིམས་འདུན་ས།) berufen wurde. 2023 wurde Chhozom ins National Council of Bhutan berufen.

## Leben

### Ausbildung
Chhozom war von 2005 bis 2006 Hubert-Humphrey-Stipendiatin am American University Washington College of Law Washington, D.C. Sie wurde von Professor Stephen Wermiel betreut und studierte Jugendgerichtssystem und Frauenfragen.
Sie hat einen Master of Laws von der Queensland University of Technology, Australien (2010), und erhielt den Special Excellence Award der Universität 2013.

### Karriere
Chhozom diente als Richterin an verschiedenen Distrikt-Gerichten und war damit schon die erste Frau in einem solchen Amt. Sie diente auch am High Court, und als Vorsitzende des Royal Judicial Service Council. Sie hat sich für Frauenfragen und Rechtsprechung im Jugendstrafrecht engagiert und arbeitete daran ein separates Jugendgerichtssystem in Bhutan einzuführen.
Chhozom wurde am 3. August 2012 für eine zehnjährige Amtszeit an den Obersten Gerichtshof berufen und erhielt am 12. September den Amts- und Verschwiegenheitseid. Sie ist die erste  und einzige Frau als Richterin am Obersten Gericht. Sie ist zudem die jüngste Richterin.
Sowohl 2013 als auch 2015 erhielt Chhozom den Royal Civil Service Award von Druk Gyalpo (Dragon King) Jigme Khesar Namgyel Wangchuck.
2023 wurde Chhozom als eine von fünf Sondermitgliedern des National Council of Bhutan berufen.

## Familie
Chhozom ist verheiratet und hat zwei Kinder.